# Liste der Fellows der Association for Computing Machinery
Die Liste der Fellows der Association for Computing Machinery umfasst Mitglieder der Association for Computing Machinery mit Fellow-Status, was einer besonderen Ehrung der Gesellschaft entspricht.

## Fellows
- 1994: James M. Adams, Frances E. Allen, Franz Leopold Alt, William F. Atchison, Richard H. Austing, Ken Batcher, Gordon Bell, Michael W. Blasgen, Daniel G. Bobrow, David Boggs, Lorraine Borman, Charles L. Bradshaw, Dan Bricklin, Frederick P. Brooks Jr., Douglas K. Brotz, Richard R. Burton, Richard G. Canning, Walter M. Carlson, Vinton G. Cerf, Donald D. Chamberlin, Edgar F. Codd, Edward G. Coffman, Fernando J. Corbató, Harvey Cragon, Thomas A. D’Auria, Thomas A. DeFanti, Peter J. Denning, Jack Dennis, L. Peter Deutsch, Edsger W. Dijkstra, Stephen Dunwell, J. Presper Eckert, Peter Elias, Gerald L. Engel, John H. Esbin, Bob O. Evans, Tse-Yun Feng, Aaron Finerman, Robert Floyd, Michael J. Flynn, Bob Frankston, Frank L. Friedman, Bernard Galler, C. William Gear, Adele Goldberg, Calvin Gotlieb, Susan L. Graham, Jim Gray, Cordell Green, David Gries, Carl Hammer, Richard Hamming, David Harel, Fred H. Harris, Juris Hartmanis, Danny Hillis, John E. Hopcroft, Tom Hull, J. N. Patterson Hume, Harry Huskey, William Kahan, Ronald M. Kaplan, Richard M. Karp, Donald E. Knuth, David Kuck, Thomas E. Kurtz, Raymond Kurzweil, Butler Lampson, Stephen S. Lavenberg, Joshua Lederberg, John A. Lee, Manny Lehman, Bruce G. Lindsay, Joyce Currie Little, Chung Laung Liu, M. Stuart Lynn, Herbert Maisel, Zohar Manna, John McCarthy, Edward J. McCluskey, Daniel D. McCracken, Paul R. McJones, Robin Milner, Jack Minker, Roger Needham, Peter G. Neumann, Monty Newborn, John Ousterhout, Susan Owicki, David Parnas, David A. Patterson, William B. Poucher, Anthony Ralston, Ronald L. Rivest, Azriel Rosenfeld, Jeff Rulifson, Jean E. Sammet, Dana Scott, Daniel Siewiorek, Herbert A. Simon, Barbara B. Simons, Martha E. Sloan, Donald R. Slutz, Burton J. Smith, Richard E. Stearns, Thomas B. Steel, Guy L. Steele, Harold S. Stone, Michael Stonebraker, William Strecker, Bjarne Stroustrup, Patrick Suppes, Gerald Jay Sussman, Ivan Sutherland, Edward A. Taft, Robert Tarjan, Robert W. Taylor, Charles P. Thacker, Irving L. Traiger, Joseph F. Traub, Allen B. Tucker, Andries van Dam, Willis H. Ware, Stuart Wecker, Ben Wegbreit, Eric A. Weiss, David Wheeler, Maurice V. Wilkes, Shmuel Winograd, Niklaus Wirth, Seymour J. Wolfson, William Wulf, Lotfi Zadeh
- 1995: Paul W. Abrahams, Robert L. Ashenhurst, Alan H. Barr, Lawrence Bernstein, Grady Booch, David H. Brandin, Richard P. Brent, Loren Carpenter, Edwin Catmull, Robert Lee Constable, Dorothy E. Denning, David DeWitt, Larry E. Druffel, Erwin Engeler, Stuart Feldman, Henry Fuchs, Zvi Galil, Michael Garey, Myron Ginsberg, John B. Goodenough, Donald P. Greenberg, Herb Grosch, Bertram Herzog, Harold J. Highland, Lance Hoffman, Oscar H. Ibarra, David S. Johnson, Cliff B. Jones, Kenneth W. Kennedy, Won Kim, S. Rao Kosaraju, Richard E. Ladner, S. Lakshmivarahan, Edward D. Lazowska, Nancy Leveson, Jay Misra, Jürg Nievergelt, Anthony Oettinger, Franco P. Preparata, Roy Rada, Daniel J. Rosenkrantz, Gerard Salton, Fred B. Schneider, Larry Snyder, Norihisa Suzuki, Jeffrey Ullman, Chris Wallace, Peter Wegner, John R. White, J. Turner Whitted, Gio Wiederhold, Chak-Kuen Wong, Andrew Yao, Paul R. Young
- 1996: William Richards Adrion, Alfred V. Aho, Narendra Ahuja, Kurt Akeley, Ruzena Bajcsy, Gregor von Bochmann, Anita Borg, B. Chandrasekaran, Bernard Chazelle, Narsingh Deo, George G. Dodd, José Luis Encarnação, Jeanne Ferrante, Michael J. Fischer, Dennis J. Frailey, Robert M. Graham, Michael A. Harrison, Philip Heidelberger, Mary Jane Irwin, Jeffrey M. Jaffe, Raj Jain, Anita K. Jones, Randy Katz, Maria Klawe, Lawrence Landweber, Mike Lesk, Hank Levy, Barbara Liskov, Richard R. Muntz, Richard E. Nance, Takao Nishizeki, Bryan T. Preas, T. R. N. Rao, Edward Reingold, John R. Rice, Arnold L. Rosenberg, Sartaj Sahni, Hanan Samet, John E. Savage, Ravi Sethi, Mary M. Shaw, Abraham Silberschatz, John A. Stankovic, Larry Stockmeyer, Andrew S. Tanenbaum, Mary K. Vernon, Uzi Vishkin, Jeffrey Vitter, Tony Wasserman, Mark N. Wegman, Fred W. Weingarten, Ian H. Witten, Marshall C. Yovits
- 1997: Ian F. Akyildiz, Jean-Loup Baer, Victor Basili, Roger R. Bate, Barry W. Boehm, Imrich Chlamtac, J. Daniel Couger, W. Bruce Croft, Gordon B. Davis, David P. Dobkin, Herbert Freeman, Hector Garcia-Molina, Irene Greif, Yuri Gurevich, John L. Hennessy, Zvi Kedem, Richard A. Kemmerer, Harold W. Lawson (Bud Lawson), Der-Tsai Lee, Richard J. Lipton, Nancy Lynch, Daniel A. Menasce, Raymond E. Miller, Ronald H. Perrott, Nick Pippenger, Vaughan Pratt, John Reif, Ray Reiter, Paul Schneck, Robert Sedgewick, Kenneth Clem Sevcik, Micha Sharir, Alan C. Shaw, Ben Shneiderman, Kenneth Steiglitz, Don Towsley, Elaine Weyuker, Peter Widmayer, Robert Wilensky, Philip S. Yu, Paolo Zanella
- 1998: Dharma Agrawal, Gregory R. Andrews, Andrew Appel, Hal Berghel, James C. Browne, Robert S. Cartwright, Peter Chen, Edmund M. Clarke, Lori A. Clarke, Richard J. Cole, Clarence Ellis, Richard P. Gabriel, Gopal Krishna Gupta, Jim Horning, Neil D. Jones, Aravind Joshi, Abraham Kandel, Stephen T. Kent, Simon S. Lam, Kai Li, David Maier, David Notkin, Susan Nycum, Leon J. Osterweil, P. Venkat Rangan, John T. Richards, Lawrence A. Rowe, Barbara G. Ryder, Alan Selman, Carlo H. Séquin, Howard Jay Siegel, Gene Spafford, Éva Tardos, Richard N. Taylor, Albert J. Turner, Emo Welzl, Jeannette Wing, Mihalis Yannakakis, Stuart H. Zweben
- 1999: Marc Auslander, Ken Birman, Ronald J. Brachman, Bob Braden, Robert L. Cook, Joseph S. DeBlasi, James Demmel, Richard Fateman, James D. Foley, John D. Gannon, Charles Geschke, Carlo Ghezzi, Robert L. Glass, Ronald Graham, Leonidas J. Guibas, Toshihide Ibaraki, Takeo Kanade, Philip M. Lewis, David B. MacQueen, C. Dianne Martin, Larry Masinter, Kurt Mehlhorn, David L. Mills, Dhiraj K. Pradhan, Ahmed Sameh, Pamela Samuelson, Marc Snir, Richard T. Snodgrass, Mary Lou Soffa, Chung-Jen Tan, Koji Torii, David Waltz, John Warnock, Akinori Yonezawa
- 2000: Prithviraj Banerjee, Francine Berman, Laxmi N. Bhuyan, Alan W. Biermann, Shahid Hussain Bokhari, Randy Bryant, Peter Buneman, Stuart K. Card, Michael J. Carey, Douglas Comer, Karen Duncan, Deborah Estrin, Ronald Fagin, Peter A. Freeman, Kent Fuchs, Donald Haderle, Michael T. Heath, Leonard Kleinrock, Henry F. Korth, Axel van Lamsweerde, Raymond A. Lorie, Donald W. Loveland, Albert R. Meyer, James H. Morris, Larry L. Peterson, Moshe Y. Vardi, David S. Warren, Reinhard Wilhelm, Robin J. R. Williams, Willy Zwaenepoel
- 2001: Jacob Abraham, Robert M. Aiken, Tetsuo Asano, Phil Bernstein, Joel S. Birnbaum, Alan H. Borning, Yuri Breitbart, Jin-Yi Cai, David D. Clark, Susan B. Davidson, Johan de Kleer, Jack Dongarra, David J. Farber, Joan Feigenbaum, Domenico Ferrari, Sally Floyd, Erol Gelenbe, John P. Hayes, Sundaraja Sitharama Iyengar, Ravishankar K. Iyer, Joseph F. JaJa, Robert E. Kahn, Sung-Mo Kang, Richard B. Kieburtz, Robert Kowalski, Jeffrey Kramer, James F. Kurose, Ruby B. Lee, Witold Litwin, Giovanni De Micheli, Barton P. Miller, Jeffrey C. Mogul, Donald A. Norman, Cherri M. Pancake, Christos Papadimitriou, Donn B. Parker, Janak H. Patel, Yale N. Patt, Ira Pohl, J. Mark Pullen, Prabhakar Raghavan, Raghu Ramakrishnan, Ramamritham Krithivasan, John C. Reynolds, George G. Robertson, Nick Roussopoulos, Krishan Sabnani, Ravi Sandhu, Hans-Jörg Schek, Richard D. Schlichting, Kang G. Shin, David Shmoys, Alan Jay Smith, Ralf Steinmetz, Jonathan S. Turner, Marilyn Wolf, Ouri Wolfson, Pamela Zave
- 2002: Pankaj K. Agarwal, Vishwani Agrawal, Özalp Babaoğlu, Jon Crowcroft, David Culler, William J. Dally, Thomas G. Dietterich, Susan J. Eggers, Harold N. Gabow, Ambuj Goyal, Adolfo Guzmán-Arenas, Joseph Halpern, Wen-mei Hwu, Neil Immerman, Sidney Karin, Wendy Kellogg, David B. Lomet, Gary L. Miller, C. Mohan, Jeffrey Naughton, Bantwal R. Rau, David Salesin, Mahadev Satyanarayanan, Mateo Valero, George Varghese, John Wilkes
- 2003: Rakesh Agrawal, Mostafa Ammar, Victor Bahl, Bonnie Berger, Elisa Bertino, John M. Carroll, Richard DeMillo, Barbara Grosz, Brent Hailpern, Jiawei Han, Mary Jean Harrold, Peter E. Hart, Mark Horowitz, Paul Hudak, H. V. Jagadish, Anil K. Jain, Ramesh Jain, Niraj K. Jha, Dexter Kozen, Lin Yi-bing, Kathleen McKeown, Thomas P. Moran, Eugene Myers, Craig Partridge, Daniel A. Reed, Stuart J. Russell, William H. Sanders, Scott Shenker, Gurindar S. Sohi, C. J. van Rijsbergen
- 2004: Bella Bose, Janis A. Bubenko Jr., Luca Cardelli, Andrew A. Chien, George E. Collins, Joel Emer, Allan Gottlieb, Vicki L. Hanson, Mark D. Hill, Yannis E. Ioannidis, Frans Kaashoek, Per-Åke Larson, Peter Lee, Paul Mockapetris, Simon Peyton Jones, Richard Schantz, Michael D. Schroeder, Stamatis Vassiliadis, Benjamin W. Wah, David S. Wise
- 2005: Thomas E. Anderson, Dines Bjørner, Stephen R. Bourne, Rodney Brooks, Surajit Chaudhuri, Keith D. Cooper, David L. Dill, Christophe Diot, Michel Dubois, Michael J. Franklin, Ophir Frieder, Robert Harper, Maurice Herlihy, Phokion G. Kolaitis, Vipin Kumar, T. V. Lakshman, Brad A. Myers, David M. Nicol, Krishna Palem, Thomas W. Reps, Lui Sha, Mikkel Thorup, Eli Upfal, Umesh Vazirani, Vijay Vazirani, Roy Want, Gerhard Weikum, Uri C. Weiser, Daniel S. Weld, Michael Wellman, Jennifer Widom, Walter Willinger, David A. Wood, Hui Zhang
- 2006: Eric Allender, Arvind Mithal, Mikhail Atallah, Ming-Syan Chen, Susan Dumais, Usama Fayyad, Matthias Felleisen, Ken Forbus, Phillip B. Gibbons, Lee Giles, Albert G. Greenberg, Bill Gropp, Roch Guerin, John Guttag, Laura M. Haas, Alon Yitzchak Halevy, Anthony C. Hearn, Thomas Henzinger, Norman P. Jouppi, John E. Laird, James R. Larus, Charles E. Leiserson, Ming Li, Nick McKeown, J. Strother Moore, Alan F. Newell, Peter Norvig, Dianne P. O’Leary, Dan R. Olsen Jr., Kunle Olukotun, M. Tamer Özsu, Vern Paxson, Michael L. Scott, Harry Shum, Alfred Spector, Victor Vianu, Marianne Winslett, Alexander L. Wolf, Bryant W. York, Stanley Zdonik, Lixia Zhang
- 2007: Anant Agarwal, Rajeev Alur, Utpal Banerjee, Catriel Beeri, Avrim Blum, Eric Brewer, Andrei Broder, Michael F. Cohen, Larry Constantine, Danny Dolev, Rod Downey, Edward A. Feigenbaum, Edward W. Felten, Lance Fortnow, Guang Gao, Georg Gottlob, Richard Hull, Daniel P. Huttenlocher, Tao Jiang, John Klensin, Monica S. Lam, Marc Levoy, Bhubaneswar Mishra, J. Eliot B. Moss, Rajeev Motwani, Martin Odersky, Gary M. Olson, David Padua, Randy Pausch, Amir Pnueli, Viktor K. Prasanna, Aristides Requicha, Eric S. Roberts, Demetri Terzopoulos, Donald E. Thomas, Philip Wadler, Mitchell Wand, Zhang Hongjiang
- 2008: Martín Abadi, Gregory D. Abowd, Alexander S. Aiken, Sanjeev Arora, Hari Balakrishnan, William A. S. Buxton, Kenneth L. Clarkson, Jason Cong, Perry Cook, Stephen A. Cook, Jack W. Davidson, Umeshwar Dayal, Xiaotie Deng, J. J. Garcia-Luna-Aceves, Michel Goemans, Patrick Hanrahan, Charles H. House, Watts S. Humphrey, Alan C. Kay, Joseph A. Konstan, Roy Levin, P. Geoffrey Lowney, Jitendra Malik, Kathryn S. McKinley, Bertrand Meyer, John C. Mitchell, Joel Moses, J. Ian Munro, Judith S. Olson, Lawrence C. Paulson, Hamid Pirahesh, Brian Randell, Michael K. Reiter, Jennifer Rexford, Jonathan S. Rose, Mendel Rosenblum, Rob A. Rutenbar, Tuomas W. Sandholm, Vivek Sarkar, Mark S. Squillante, Per Stenström, Madhu Sudan, Richard Szeliski, Douglas B. Terry
- 2009: Hagit Attiya, David F. Bacon, Ricardo A. Baeza-Yates, Chandrajit L. Bajaj, Vijay P. Bhatkar, José A. Blakeley, Gaetano Borriello, Alok Choudhary, Nell B. Dale, Bruce S. Davie, Jeffrey Dean, Thomas Dean, Bruce Randall Donald, Thomas D. Erickson, Gerhard Fischer, Ian T. Foster, Andrew V. Goldberg, Michael T. Goodrich, Venu Govindaraju, Rajiv Gupta, Joseph M. Hellerstein, Laurie Hendren, Urs Hölzle, Farnam Jahanian, Erich Kaltofen, David R. Karger, Arie E. Kaufman, Hans-Peter Kriegel, Maurizio Lenzerini, John C.S. Lui, Dinesh Manocha, Margaret Martonosi, Yossi Matias, Renée J. Miller, John T. Riedl, Martin C. Rinard, Patricia Selinger, R. K. Shyamasundar, Shang-Hua Teng, Chandramohan A. Thekkath, Robbert van Renesse, Baba C. Vemuri, Paulo Veríssimo, Martin Vetterli, Kyu-Young Whang, Yorick Alexander Wilks, Terry Winograd
- 2010: David Abramson, Sarita Adve, Lorenzo Alvisi, Luiz André Barroso, Doug Burger, Jennifer Chayes, Peter M. Chen, Anne Condon, Mark Crovella, Ron K. Cytron, Michael Dahlin, Amr El Abbadi, Carla S. Ellis, Christos Faloutsos, Kathleen Fisher, James R. Goodman, Wendy Hall, Jean-Pierre Hubaux, Michael I. Jordan, Lydia E. Kavraki, Sara Kiesler, Philip N. Klein, Donald Kossmann, John Launchbury, Richard Francis Lyon, Raymond J. Mooney, S. Muthukrishnan, Fernando Pereira, Pavel Pevzner, Dieter Rombach, David S. Rosenblum, Stefan Savage, Robert B. Schnabel, Daniel A. Spielman, Subhash Suri, Frank Wm. Tompa, Josep Torrellas, Stephen Trimberger, David M. Ungar, Andreas Zeller, Shumin Zhai
- 2011: Serge Abiteboul, Divyakant Agrawal, Ronald Baecker, Thomas J. Ball, Guy Blelloch, Carl Ebeling, David Eppstein, Geoffrey Charles Fox, George W. Furnas, David K. Gifford, Ramesh Govindan, Baining Guo, David Heckerman, Gerard Holzmann, Hugues Hoppe, Christian S. Jensen, Howard J. Karloff, Stephen W. Keckler, Peter B. Key, Scott Kirkpatrick, Robert E. Kraut, Susan Landau, Ming C. Lin, Peter S. Magnusson, Dahlia Malkhi, Keith Marzullo, Satoshi Matsuoka, Max Nelson, Joseph S. B. Mitchell, Shubu Mukherjee, Beng Chin Ooi, Zehra Meral Ozsoyoglu, János Pach, Linda Petzold, Martha E. Pollack, Dan Roth, John W Sanguinetti, Margo Seltzer, Amit Singhal, Diane L. Souvaine, Divesh Srivastava, Dan Suciu, Dean M. Tullsen, Amin Vahdat, David Wetherall, Frank Kenneth Zadeck
- 2012: Gustavo Alonso, Lars Arge, Pierre Baldi, Hans-J. Boehm, Craig Boutilier, Tracy Camp, Rick Cattell, Larry Davis, Ahmed K. Elmagarmid, Wenfei Fan, Lixin Gao, Simson Garfinkel, Garth A. Gibson, Saul Greenberg, Markus Gross, David Grove, Jonathan Grudin, Rachid Guerraoui, Manish Gupta, John Hershberger, Andrew B. Kahng, Anna R. Karlin, Srinivasan Keshav, Gregor Kiczales, Masaru Kitsuregawa, Leonid Libkin, Tova Milo, Klara Nahrstedt, Joseph O’Rourke, Benjamin C. Pierce, Keshav K. Pingali, Andrew M. Pitts, Rajeev Rastogi, Raj Reddy, Keith W. Ross, Karem A. Sakallah, Robert S. Schreiber, Scott Stevens, Bart Selman, Ron Shamir, Yoav Shoham, Joseph Sifakis, Alistair Sinclair, Clifford Stein, Ion Stoica, Roberto Tamassia, Walter F. Tichy, Patrick Valduriez, Leslie Valiant, Kathy Yelick, Ramin Zabih, Xiaodong Zhang
- 2013: Mark S. Ackerman, Charu C. Aggarwal, James H. Anderson, Mihir Bellare, Christine L. Borgman, Stefano Ceri, Krishnendu Chakrabarty, Ramalingam Chellappa, Ingemar J. Cox, Carlos J. P. de Lucena, Rina Dechter, Chip Elliott, David Forsyth, Wen Gao, David Garlan, James Gosling, Peter J. Haas, Marti A. Hearst, Matthias Jarke, Sampath Kannan, David J. Kasik, Dina Katabi, Henry A. Kautz, Jon Kleinberg, Panganamala Ramana Kumar, Douglas S. Lea, Yoelle Maarek, Christopher D. Manning, Madhav Marathe, John Mellor-Crummey, Greg Morrisett, Andrew C. Myers, Dana S. Nau, Satish Rao, Stephen Robertson, Timothy Roscoe, Timoleon K. Sellis, Dennis Shasha, Nir N. Shavit, Kyuseok Shim, Padhraic Smyth, Milind Tambe, Val Tannen, David P. Williamson, Limsoon Wong, Moti Yung, Ellen W. Zegura, Zhengyou Zhang, Yuanyuan Zhou, David Zuckerman
- 2014: Samson Abramsky, Vikram Adve, Foto N. Afrati, Charles W. Bachman, Allan Borodin, Alan Bundy, Lorrie Faith Cranor, Timothy A. Davis, Srini Devadas, Inderjit S. Dhillon, Nikil D. Dutt, Faith Ellen, Michael D. Ernst, Adam Finkelstein, Juliana Freire, Johannes Gehrke, Eric Grimson, Mark Guzdial, Gernot Heiser, Eric Horvitz, Thorsten Joachims, Michael Kearns, Valerie King, Sarit Kraus, Leslie Lamport, Sharad Malik, Yishay Mansour, Subhasish Mitra, Michael Mitzenmacher, Robert Tappan Morris, Vijaykrishnan Narayanan, Shamkant B. Navathe, Jignesh M. Patel, Ranganathan Parthasarathy, Omer Reingold, Tom Rodden, Ronitt Rubinfeld, Daniela Rus, Alberto Luigi Sangiovanni-Vincentelli, Henning Schulzrinne, Stuart M. Shieber, Ramakrishnan Srikant, Aravind Srinivasan, S. Sudarshan, Paul Syverson, Gene Tsudik, Steve Whittaker
- 2015: Anastasia Ailamaki, Nancy M. Amato, David M. Blei, Naehyuck Chang, Hsinchun Chen, Mary Czerwinski, Giuseppe De Giacomo, Paul Dourish, Cynthia Dwork, Kevin Fall, Babak Falsafi, Michael Franz, Orna Grumberg, Ramanathan V. Guha, Jayant R. Haritsa, Julia Hirschberg, Piotr Indyk, Tei-Wei Kuo, Xavier Leroy, Chih-Jen Lin, Bing Liu, Yunhao Liu, Michael Luby, Michael R. Lyu, Ueli Maurer, Patrick Drew McDaniel, Victor S. Miller, Elizabeth Mynatt, Judea Pearl, Jian Pei, Frank Pfenning, Dragomir R. Radev, Sriram Rajamani, Pablo Rodriguez, Mooly Sagiv, Peter Schroeder, Assaf Schuster, Kevin Skadron, Wang-Chiew Tan, Santosh Vempala, Tandy Warnow, Michael Wooldridge
- 2016: Noga Alon, Paul Barford, Luca Benini, Ricardo Bianchini, Stephen Blackburn, Dan Boneh, Carla Brodley, Justine Cassell, Erik Demaine, Allison Druin, Fredo Durand, Nick Feamster, Jason Flinn, William Freeman, Yolanda Gil, Robert Grossman, Rajesh Gupta, James Hendler, Monika Henzinger, Anthony Hey, Xuedong Huang, Daniel Jackson, Robert J. K. Jacob, Somesh Jha, Ravi Kannan, Anne-Marie Kermarrec, Martin Kersten, Christoforos Kozyrakis, Marta Kwiatkowska, James Landay, K. Rustan Leino, Joseph Bryan Lyles, Todd C. Mowry, Trevor Mudge, Sharon Lynn Oviatt, Venkata N. Padmanabhan, Shwetak N. Patel, David Peleg, Radia Perlman, Adrian Perrig, Ganesan Ramalingam, Louiqa Raschid, Holly E. Rushmeier, Michael E. Saks, Sachin S. Sapatnekar, Abigail Sellen, Sudipta Sengupta, Andre Seznec, Valerie E. Taylor, Carlo Tomasi, Paul Van Oorschot, Manuela Veloso, Zhi-Hua Zhou
- 2017: Lars Birkedal, Margaret Burnett, Shih Fu Chang, Edith Cohen, Dorin Comaniciu, Susan Dray, Edward Fox, Richard M. Fujimoto, Shafi Goldwasser, Carla Gomes, Martin Grohe, Aarti Gupta, Venkatesan Guruswami, Dan Gusfield, Gregory Hager, Steven Michael Hand, Mor Harchol-Balter, Laxmikant Kale, Michael Kass, Angelos Dennis Keromytis, Carl Kesselman, Edward Knightly, Craig Knoblock, Insup Lee, Wenke Lee, Li Erran Li, Gabriel H. Loh, Tomas Lozano-Perez, Clifford A. Lynch, Yi Ma, Andrew K. Mccallum, Silvio Micali, Andreas Moshovos, Gail C. Murphy, Onur Mutlu, Nuria Oliver, Balaji Prabhakar, Tal Rabin, K. K. Ramakrishnan, Ravi Ramamoorthi, Yvonne Rogers, Yong Rui, Bernhard Schölkopf, Steve Seitz, Michael F. Sipser, Anand Sivasubramaniam, Mani B. Srivastava, Alexander Vardy, Geoffrey M. Voelker, Martin Wong, Qiang Yang, Chengxiang Zhai, Aidong Zhang
- 2018: Gul Agha, Krste Asanovic, N. Asokan, Paul Barham, Peter L. Bartlett, David Basin, Elizabeth M. Belding, Rastislav Bodik, Katy Borner, Amy S. Bruckman, Jan Camenisch, Adnan Darwiche, Andre M. Dehon, Premkumar T. Devanbu, Tamal Dey, Sandhya Dwarkadas, Steven Feiner, Tim Finin, Thomas Funkhouser, Minos Garofalakis, Mario Gerla, Juan E. Gilbert, Mohammad T. Hajiaghayi, Dan Halperin, Johan Håstad, Tian He, Wendi Beth Heinzelman, Aaron Hertzmann, Jessica K. Hodgins, John Hughes, Charles Lee Isbell, Kimberly Keeton, Sanjeev Khanna, Lillian Lee, Tom Leighton, Fei-Fei Li, Michael Littman, Huan Liu, Jiebo Luo, Bruce M. Maggs, Bangalore S. Manjunath, Vishal Misra, Frank Mueller, David Parkes, Gurudatta Parulkar, Toniann Pitassi, Lili Qiu, Matthew Roughan, Amit Sahai, Alex Snoeren, Gerald Tesauro, Bhavani Thuraisingham, Salil Vadhan, Ellen M. Voorhees, Avi Wigderson, Alec Wolman
- 2019: Scott J. Aaronson, Tarek F. Abdelzaher, Saman Amarasinghe, Kavita Bala, Magdalena Balazinska, Paul Beame, Emery D. Berger, Ronald F. Boisvert, Christian Cachin, Brad Calder, Diego Calvanese, Srdjan Capkun, Claire Cardie, Timothy M. Chan, Kanianthra Mani Chandy, Xilin Chen, Elizabeth F. Churchill, Philip R. Cohen, Vincent Conitzer, Noshir Contractor, Matthew B. Dwyer, Elena Ferrari, Michael J. Freedman, Deborah Frincke, Lise Getoor, Maria L. Gini, Subbarao Kambhampati, Tamara G. Kolda, Xiang-Yang Li, Songwu Lu, Wendy Elizabeth Mackay, Diana Marculescu, Sheila McIlraith, Rada Mihalcea, Robin R. Murphy, Marc Najork, Jason Nieh, Hanspeter Pfister, Timothy M. Pinkston, Mihai Pop, Andreas Reuter, Jeffrey S. Rosenschein, Srinivasan Seshan, Prashant J. Shenoy, Peter W. Shor, Mona Singh, Ramesh K. Sitaraman, Dawn Song, Salvatore J. Stolfo, Dacheng Tao, Moshe Tennenholtz, Giovanni Vigna, Nisheeth K. Vishnoi, Darrell Whitley, Yuan Xie, Moustafa Amin Youssef, Carlo A. Zaniolo, Lidong Zhou
- 2020: Daniel J. Abadi, James Allan, Srinivas Aluru, Andrea Arpaci-Dusseau, Remzi Arpaci-Dusseau, Suman Banerjee, Manuel Blum, Lionel Briand, David Brooks, Ran Canetti, John Canny, Anantha Chandrakasan, Yao-Wen Chang, Moses Charikar, Yiran Chen, Graham R. Cormode, Patrick Cousot, Mathieu Desbrun, Whitfield Diffie, Bonnie J. Dorr, Nicholas Duffield, Alan Edelman, Thomas Eiter, Cormac Flanagan, Jodi Forlizzi, Dieter Fox, Sanjay Ghemawat, Antonio Gonzalez, Andrew D. Gordon, Steven Gribble, Susanne E. Hambrusch, Martin Hellman, Nicholas Higham, C. Antony R. Hoare, Holger H. Hoos, Ihab F. Ilyas, Lizy Kurian John, Joost-Pieter Katoen, Nam Sung Kim, Sven Koenig, David Kotz, Arvind Krishnamurthy, Ravi Kumar, Brian Levine, Kevin Leyton-Brown, Xuelong LI, Steven H. Low, Chenyang Lu, Samuel Madden, Scott Mahlke, David Maltz, Volker Markl, Maja Mataric, Filippo Menczer, Jose Meseguer, Meredith Ringel Morris, Nachiappan Nagappan, Radhika Nagpal, Moni Naor, Chandra Narayanaswami, Sam H. Noh, Prakash Panangaden, Sethuraman Panchanathan, Manish Parashar, Keshab K. Parhi, Haesun Park, Gordon Plotkin, Michael O. Rabin, Kui Ren, Paul Resnick, Mary Beth Rosson, Steven Salzberg, Sanjit Arunkumar Seshia, Adi Shamir, Heng Tao Shen, Amit Sheth, Adam Smith, Olga Sorkine-Hornung, Rick Stevens, Peter Stone, Yufei Tao, Leandros Tassiulas, Kenneth Lane Thompson, Andrew Tomkins, Olga Troyanskaya, Matthew A. Turk, Wil Van Der Aalst, Toby Walsh, Wei Wang, Laurie Ann Williams, Cathy Wu, Shuicheng Yan, Wang Yi, Kun Zhou, Michael J Zyda
- 2021: Leonard Adleman, David A. Bader, Meenakshi Balakrishnan, Mark Braverman, Linda Jean Camp, Edward Y. Chang, Tanzeem Choudhury, Daniel Cohen-Or, Gautam Das, Anind Dey, Lieven Eeckhout, Martín Farach-Colton, Amos Fiat, Hubertus Franke, Batya Friedman, Evgeniy Gabrilovich, Judith Gal-Ezer, Deepak Ganesan, Anupam Gupta, Zygmunt J. Haas, Elad Hazan, Xiaobo Sharon Hu, Paola Inverardi, Zachary Ives, Sushil Jajodia, Ranjit Jhala, David R. Kaeli, Jonathan Katz, Robert Kleinberg, Thomas Lengauer, Hai “Helen” Li, Feifei Li, Ninghui Li, Tie-Yan Liu, Steve Marschner, Matthew T. Mason, Dale A. Miller, Elchanan Mossel, Bernhard Nebel, Nikolaj Bjorner, Rafail Ostrovsky, Joel Ouaknine, David Z. Pan, Rosalind W. Picard, Shaz Qadeer, Glenn Ricart, Tajana Rosing, Robert B. Ross, Szymon Rusinkiewicz, Pierangela Samarati, Sunita Sarawagi, Bernt Schiele, Mubarak Ali Shah, Alla Sheffer, Munindar P. Singh, Aravinda Prasad Sistla, Scott Smolka, Jie Tang, Mark Tehranipoor, Luca Trevisan, Wenping Wang, Brent Waters, Ryen W. White, Jacob O. Wobbrock, Tao Xie, Ming-Hsuan Yang, Mohammed Zaki, Ben Yanbin Zhao, Lin Zhong, Shlomo Zilberstein, Thomas Zimmermann
- 2022: Maneesh Agrawala, Anima Anandkumar, David Atienza Alonso, Boaz Barak, Michel Beaudouin-Lafon, Peter Boncz, Luis H. Ceze, Ranveer Chandra, Nitesh Chawla, Ed H. Chi, Corinna Cortes, Bill Curtis, Constantinos Daskalakis, Kalyanmoy Deb, Bronis R. de Supinski, Sebastian Elbaum, Yuguang Michael Fang, Kevin Fu, Craig Gotsman, Ahmed E. Hassan, Abdelsalam Helal, Jörg Henkel, Manuel V. Hermenegildo, Michael Hicks, Torsten Hoefler, Jason Hong, Sandy Irani, Hiroshi Ishii, Alfons Kemper, Samir Khuller, Farinaz Koushanfar, C.-C. Jay Kuo, Hang Li, Jimmy Lin, Radu Marculescu, Hong Mei, David M. Mount, Gonzalo Navarro, Rafael Pass, Marc Pollefeys, Alex Pothen, Moinuddin Qureshi, Ashutosh Sabharwal, Timothy Sherwood, Stefano Soatto, John T. Stasko, Zhendong Su, Gary J. Sullivan, Jaime Teevan, Kentaro Toyama, Rene Vidal, Eric Xing, Dong Yu, Yizhou Yu, Haitao (Heather) Zheng, Wenwu Zhu, Denis Zorin